# Pseudancistrus reus
Pseudancistrus reus är en fiskart som beskrevs av Jonathan W. Armbruster och Donald C.Taphorn 2008. Pseudancistrus reus ingår i släktet Pseudancistrus och familjen Loricariidae. Inga underarter finns listade i Catalogue of Life.